# براونشوایگ (ناحیه)
براونشوایگ (به آلمانی: Landkreis Braunschweig) یک ناحیه در آلمان است که در Verwaltungsbezirk Brunswick واقع شده‌است. براونشوایگ ۹۴٬۱۰۰ نفر جمعیت دارد.